# San Michele Arcangelo (Filippo Paladini)
San Michele Arcangelo è un dipinto a olio su tela di Filippo Paladini. È conservato presso la Galleria Regionale del Palazzo Abatellis di Palermo. Proviene dal convento di San Francesco di Paola di Palermo.